# Борба-ди-Монтанья
Борба-ди-Монтанья (порт. Borba de Montanha)  —  район (фрегезия) в Португалии,  входит в округ Брага. Является составной частью муниципалитета  Селорику-ди-Башту. По старому административному делению входил в провинцию Минью. Входит в экономико-статистический  субрегион Аве, который входит в Северный регион. Население составляет 1255 человек на 2001 год. Занимает площадь 9,91 км².